# Barisal (distrikt)
Barisal (bengali: বরিশাল, engelska: Barisal District) är ett distrikt i Bangladesh.   Det ligger i provinsen Barisal, i den södra delen av landet, 100 kilometer söder om huvudstaden Dhaka. Antalet invånare är 2 324 310. Arean är 2 791 kvadratkilometer.
Terrängen i Barisal är mycket platt.
Barisal delas in i:
- Agailjhara
- বাকেরগঞ্জ উপজেলা
- বাবুগঞ্জ উপজেলা
- বানারিপাড়া উপজেলা
- উজিরপুর উপজেলা
- মুলাদি উপজেলা
- মেহেন্দিগঞ্জ উপজেলা
- বরিশাল সদর উপজেলা
- হিজলা উপজেলা
- গৌরনদী উপজেলা

Trakten runt Barisal består huvudsakligen av våtmarker.